# ザ・マインド・イズ・ア・テリブル・シング・トゥ・テイスト
『ザ・マインド・イズ・ア・テリブル・シング・トゥ・テイスト』 (The Mind Is a Terrible Thing to Taste)は、ミニストリーが1989年11月に発表した4作目のアルバムである。
サイアー・レコードからリリースされた。

## 解説
前作から導入したギターの比重が増え、「シーヴス」や「バーニング・インサイド」ではスラッシュ・メタル的な要素もみられる。一方でハンマービートが印象的な「ネヴァー・ビリーヴ」やラップを取り入れた「テスト」、文字通り幻想的な雰囲気を持つ「ドリーム・ソング」など、幅広い音楽性を持つのも特徴である。
当時「バーニング・インサイド」が、メガデスの来日公演のSEとして使用され、日本のヘヴィメタルファンにその存在が知れ渡ったといわれている。
「バーニング・インサイド」がシングルカットされた。

## 収録曲
1. シーヴス - Thieves - 5:02
2. バーニング・インサイド - Burning Inside - 5:20
3. ネヴァー・ビリーヴ - Never Believe - 4:59
4. カンニバル・ソング - Cannibal Song - 6:10
5. ブレス - Breathe - 5:40
6. ソー・ホワット - So What - 8:14
7. テスト - Test - 6:04
8. 信念の崩裂 - Faith Collapsing - 4:01
9. ドリーム・ソング - Dream Song - 4:48

## 参加ミュージシャン
- アル・ジュールゲンセン (Alain David Jourgensen) – ボーカル、プログラミング、プロダクション
- ポール・バーカー (Paul Barker) – ベースギター、プログラミング、プロダクション
- ウィリアム・リーフリン (William Rieflin) – ドラム、プログラミング、ボーカル (#8)
- クリス・コネリー (Chris Connelly) – ボーカル(#3、4、5、6)
- デイヴ・オギルヴィ (Dave Ogilvie) – ボーカル (#5、8)、エンジニアリング
- Mars Williams – サックス (#4)
- The Grand Wizard – ボーカル (#7)
- Joe Kelly – ボーカル (#1)
- Kyle McKeough – ボーカル (#6)
- Jeff Ward – ボーカル (#5)
- The Slogan God (Tommie Boyskee) – ボーカル (#7)
- Bobbie DiBartollo – ボーカル (#8)
- Angela Lukacen – ボーカル (#9)
- Keith Auerbach – エンジニアリング
- Jeff Newell  – エンジニアリング
- Tom Baker  – マスタリング